# Universo de bloque
La teoría del universo creciente de bloque, universo de bloque en evolución o visión de bloque de universo en aumento (growing block universe, evolving block universe o the growing block view, en inglés) es una teoría de la filosofía del tiempo, relacionada con el eternalismo, que afirma que el pasado y el presente existen, pero no así el futuro. Según esta teoría, el presente es una "propiedad objetiva" del universo, comparable a una luz móvil. Con el fluir del tiempo, como iluminadas por dicha luz, más porciones de universo llegan a ser, de ahí que se diga que el bloque de universo se halla en un desarrollo creciente.
El presente sería, por tanto, el sitio en el que se supone que se produce dicho crecimiento, como una especie de fina rodaja de espacio-tiempo, en la cual más espacio-tiempo comienza incesantemente a ser. En el creciente universo de bloque, la distinción entre pasado, presente y futuro no tiene importancia ontológica. Por lo general, esto se ha interpretado como un determinismo universal, en el que la verdad de las proposiciones futuras está determinada.
La visión de bloque creciente de tiempo es una alternativa, por un lado, del eternalismo de acuerdo al que existen el pasado, el presente y también el futuro, y, por otro, del presentismo según el cual únicamente existe el presente. De este modo, el bloque de tiempo parece más de acuerdo con la intuición común del ser humano: todo del pasado y gran parte del presente lo conocemos o lo podemos conocer, pero nada del futuro.
El pensador C. D. Broad fue uno de los pioneros de la idea (1923). Michael Tooley (1997) es un defensor moderno de la misma posición filosófica. Peter Forrest, entre otros, ha escrito al respecto en 2004.

## Debate
En fecha reciente, varios filósofos (David Braddon-Mitchell (2004), Craig Bourne y Trenton Merricks) han formulado una objeción muy simple, según la cual si el universo de bloque tiene existencia real nunca podremos afirmar que ahora es ahora. (El primer ahora es un indicador adverbial y el segundo es la propiedad objetiva conjugada verbalmente. La frase implica lo siguiente: «Esta parte de espacio-tiempo tiene la propiedad de ser presente».)
Imaginemos a Sócrates discutiendo, hace 2500 años, con Gorgias, y pensando al mismo tiempo: «La discusión está ocurriendo ahora». De acuerdo con la teoría del bloque, el tiempo verbal puede representar una propiedad del universo, de manera que su pensamiento trata efectivamente del ahora. Pero nosotros sabemos que eso es un error, porque Sócrates pertenece al pasado y no puede saber que ahora se refiere a la actualidad 2500 años más tarde. Si bien tampoco nosotros podemos saber si no nos hallaremos en la misma coyuntura. Por lo tanto, ni Sócrates ni tampoco nosotros sabremos nunca si ahora es ahora.
Si imaginamos a Sócrates discutiendo hace 2500 años, no podríamos afirmar: «La discusión está ocurriendo ahora», ya que el concepto ahora es un constructo mental, creado por el cerebro para designar nuestra posición en el espacio. De hecho, el tiempo mismo es un constructo mental; pasado, presente y futuro, son herramientas del cerebro, creadas para designar la posición de la materia en el espacio. Cuando decimos: «hace 2500 años», estamos simplemente queriendo decir: «el punto en que la Tierra estaba antes de girar 2500 veces alrededor del Sol», o lo que es lo mismo: «el punto en que la materia de la Tierra estaba antes de girar 2500 veces alrededor de la materia del Sol». En conclusión: la materia se mueve en el espacio, el Sol, la Tierra, los seres humanos, los árboles, se mueven en el espacio, pero no el tiempo, ya que, en este caso, el tiempo hace referencia simplemente al recuerdo mental acerca de dónde estaba la materia en relación con dónde está ahora (pasado y presente). Y el futuro es otro constructo mental, otra herramienta creada por el cerebro sobre la base de lo que aprendió utilizando los conceptos de pasado y presente.
Podemos concluir que «está ocurriendo lo que está ocurriendo», pero «lo que ocurrió» solo es una imagen mental, un recuerdo. Por lo tanto, el ejemplo de Sócrates no está correctamente formulado para contradecir la inexistencia del tiempo o del universo de bloque.